# Samsung Galaxy Note 8
Das Samsung Galaxy Note 8 (auch Samsung Galaxy Note8) ist ein Smartphone aus der Note-Reihe des Herstellers Samsung. Das „Phablet“ wurde im Rahmen des jährlich stattfindenden „Unpacked“-Events am 23. August 2017 in New York vorgestellt und befindet sich seit dem 15. September 2017 im Handel.

## Neuerungen

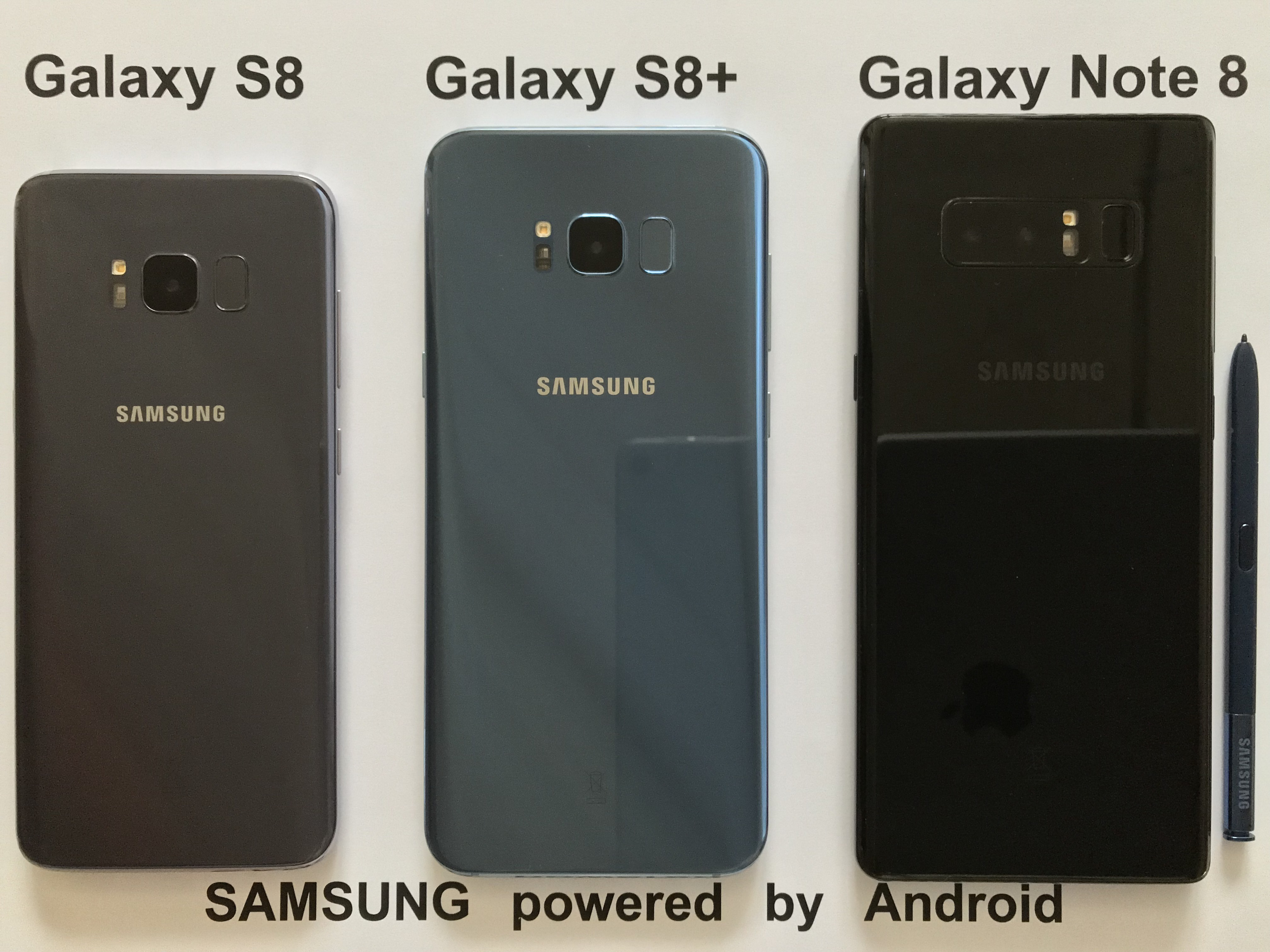
Rückseiten des Galaxy S8, S8+ und Note 8

Gegenüber dem Vorgänger wurde die eingebaute Übersetzungsfunktion verbessert, die eine Übersetzung einzelner Wörter oder ganzer Sätze in bis zu 71 Sprachen ermöglicht. Der S Pen ist nun druckempfindlicher, und die Notizfunktionen wurden erweitert. Erstmals in einem Galaxy Note ist außerdem Samsungs hauseigener Sprachassist „Bixby“, der bislang nur auf Englisch und Koreanisch nutzbar ist. Wie auch beim Galaxy S8 befindet sich am oberen Rand des Note 8 nun ein Iris-Scanner, mit dem man das Gerät durch das Erfassen der eigenen Iris entsperren kann. Ebenfalls wurde, wie beim S8, der bei den Vorgängern physisch ausgeführte Home-Button zugunsten des größeren Bildschirms entfernt; er befindet sich nun virtuell am unteren Rand des Bildschirms. Der bislang im Home-Button eingelassene Fingerabdrucksensor wurde neben die Kameralinse auf der Rückseite des Gerätes verlegt. Das Galaxy Note 8 ist mitsamt dem S Pen gemäß IP68-Zertifizierung vollständig wasserdicht. Befindet sich Wasser in der USB-Buchse, deaktiviert das Gerät automatisch die Ladefunktion und benachrichtigt den Nutzer. Nicht davon betroffen ist das Aufladen per Induktion. Das Note 8 hat im Gegensatz zum Galaxy S8 einen um 2 GB größeren Arbeitsspeicher und erstmals ein Doppelkamera-System.

## Technische Daten

### Bildschirm und Bildprozessor
Der AMOLED-Bildschirm verwendet Gorilla Glass 5 des Herstellers Corning und erreicht eine Helligkeit von bis zu 1200 cd·m−2. Somit ist es ca. 22 % heller als das Galaxy S8 und ermöglicht laut Hersteller eine gute Ablesbarkeit von Inhalten bei starkem Umgebungslicht sowie bei direkter Sonneneinstrahlung. Der Bildprozessor ("image processor") soll laut Hersteller bessere Helligkeits- und Kontrastwiedergabe bieten sowie höhere Leistung und bessere Energiesparmodi. Wie auch beim Galaxy S8 ist der Bildschirm an beiden Seitenkanten abgerundet, wodurch das Gerät rahmenlos wirkt ("Infinity Display").

### Kameras
Auf der Rückseite des Geräts sind zwei Kameras mit einer Auflösung von je 12 Megapixel verbaut, eine mit Weitwinkel- und eine mit Teleobjektiv (Zweifach-Zoom im Vergleich zum Weitwinkel-Objektiv). Beide sind optisch bildstabilisiert.
Die Kamerasoftware bietet einen sogenannten „Live-Fokus“ zum Hervorheben von Objekten oder Personen im Vordergrund und zur nachträglichen Anpassung der Schärfentiefe, eine „Dual-Aufnahme“-Funktion, welche auch das Umfeld über den Rand des erstellten Bildes erfasst sowie die Möglichkeit von HDR-Aufnahmen.
Auf der Vorderseite befindet sich die Frontkamera mit einer Auflösung von 8,0 Megapixel und Autofokus.

### S Pen
Mit dem Bedienstift („S Pen“) kann der berührungsempfindliche Bildschirm präzise bedient werden, außerdem dient er zur Handschrifterkennung anstelle der klassischen Tastatur. Auch auf dem ausgeschalteten Bildschirm kann man handschriftliche Notizen erstellen (Screen Off Memo). Mit der auf dem Smartphone mitgelieferten App Samsung Notes lassen sich ganze Notizbücher erstellen und bearbeiten, die mit Grafiken, Fotos oder Zeichnungen ergänzt werden können. Durch Drücken der seitlichen Taste am S Pen öffnet sich Air Command, ein Kontextmenü, über das unterschiedliche Apps oder Funktionen, wie beispielsweise das Aufnehmen von Bildschirmfotos, die Sofortübersetzung oder die Erstellung einer Notiz (über dem eigentlichen Bildschirminhalt, ohne dabei eine separate App zu öffnen) genutzt werden können.
Ferner lässt sich der Eingabestift durch Hovern des Bildschirms (der Stift wird, ohne Berührung, einige Millimeter darüber bewegt) wie eine Maus benutzen. Der S Pen ist wie das Smartphone vollständig wasserdicht und kann durch die von Wacom genutzte Technik auch problemlos unter Wasser benutzt werden.

### Dockingstation „DeX“
Wie das Galaxy S8 ist das Note 8 kompatibel mit dem „Samsung DeX“-System, einer Dockingstation für das Gerät, die das Smartphone in einen gewöhnlichen Desktop-PC verwandelt. Dazu gibt es Anschlüsse für Maus und Tastatur, einen Monitor (HDMI) und ein Netzwerkkabel. Das Smartphone fungiert dann als Computer und schaltet den eigenen Bildschirm ab; am Monitor wird eine angepasste Benutzeroberfläche angezeigt. Alternativ kann auch die Anzeige des Smartphones auf den Monitor gespiegelt werden.

### Betriebssystem
Das Gerät wurde mit Android 7.1.2 ausgeliefert. Die neueste (Stand Juni 2019) offizielle Betriebssystemversion ist Android 9. Ende Februar 2021 hatte Samsung offiziell bestätigt und versprochen, dass diverse Smartphones einen verlängerten Support von drei Jahren Android-Updates und vier Jahren Sicherheitsupdates erhalten werden, aufgelistet wurde auch das Galaxy Note 8. Der letzte Sicherheitspatch für das Galaxy Note 8 wurde im August 2021 veröffentlicht. Seit Oktober 2021 wird es in den Plänen für Sicherheitsupdates nicht mehr gelistet.